# 林芬瑩
林芬瑩，臺灣政治人物，無黨籍，自2018年始擔任雲林縣台西鄉鄉長。曾任臺西鄉民代表會第19屆副主席、第20屆主席。
林芬瑩在鄉長任內，授權丈夫丁文彬行使她的鄉長權限。二人因涉嫌向綠能業者索賄新台幣680萬元，同於2022年3月9日經臺灣雲林地方檢察署向臺灣雲林地方法院聲請羈押，並經臺灣雲林地方法院以111年度聲羈字第0031號裁定准予羈押。
2022年5月4日，臺灣雲林地方檢察署偵查結束，林芬瑩以貪汙治罪條例第5條第1項第3款之不違背職務收賄罪遭起訴，雲林地方法院隔年5月在第一審判處她有期徒刑12年、褫奪公權5年。監察院也在2023年11月全票通過彈劾，移送懲戒法院審理。